# Kelta kalendárium
Hónapok, ünnepek
Január (am Faoilleach, Eanáir írül). A viharos napok és a farkasok ideje. Első két hete a faoillteach geamhradh, a téli farkasok ideje, második két hete a faoillteach earraich, a tavaszi farkasok időszaka.
Február (an Gearran, Feabhra írül). A metsző tavaszi szél ideje. Ünnepe Imbolc (február 1.).
Március (am Mart, Márta írül). Ez az időszak a hagyomány szerint a fák menetelése, vagy indulója. Ünnepe Ostara (március 21.).
Április (an Giblean, Aibreán írül). Rókák és szentek ideje.
Május (an Ceitean, Bealtaine írül). Első két hete a tavaszi, ceitean errach, másik két hete a nyári, ceitean samhradh. Ünnepe Beltane (május 1.).
Június (an t-Ogmhios, Meitheamh írül) a fiatalság hónapja, a fiatal napisten, a fiatal nyár szimbóluma. Ünnepe Litha (június 21.).
Július (an t- Iuchar, Iúil írül). A kutya napjai, az ő csillagképe és a Szíriusz ez idő alatt látható az égen.
Augusztus ( an Lunasdal, Lúnasa írül). Lugh isten ünnepe. A Laughnassad szóból ered. Ünnepe Lughnasad (augusztus 1.)
Szeptember (an t-Sultainn, Meán Fómhair írül). A bőség ideje. Az érés, a szüret, és a Gaelach an abachaid, a "beért hold" hónapja. Ünnepe Mabon (szeptember 21.)
Október (an Damhair, Deireadh Fómhair írül). Az óír Dam, vagyis bika szóból ered. Ez a hónap a szarvasbőgés ideje.
November (an t-Samhainn, Samhain/Mí na Samhna írül). A nyári félév vége. Ünnepe Samhain (november 1.)
December (an Dubhlachd, Nollaig/Mí na Nollag írül). A "sötét évszak". Ünnepe Yule (december 21.)